# Lindsey Vander Weide
Lindsey Mae Vander Weide (19 ottobre 1997) è una pallavolista statunitense, schiacciatrice delle Orlando Valkyries.

## Carriera

### Club
La carriera di Lindsey Vander Weide inizia nei tornei scolastici californiani, giocando per la John H. Pitman HS. In seguito si disimpegna a livello universitario in NCAA Division I, dove fa parte delle Ducks della Oregon dal 2015 al 2018, ricevendo qualche riconoscimento individuale.
Nella stagione 2019-20 inizia la carriera da professionista in Francia, dove è di scena in Ligue A con il Nantes, mentre nella stagione seguente si trasferisce in Ungheria per disputare la Nemzeti Bajnokság I con il Békéscsabai. Dopo un'annata nella Volley League greca con l'AEK Atene, partecipa prima alla PVL Reinforced Conference 2022 con il Petro Gazz, vincendo il torneo, e venendo premiata come MVP della finale e miglior giocatrice straniera, e poi alla Liga de Voleibol Superior Femenino 2023, difendendo i colori delle Changas de Naranjito.
Fa poi ritorno in patria, dove disputa prima l'Athletes Unlimited 2023 e poi la Pro Volleyball Federation 2024, difendendo i colori delle San Diego Mojo. Si disimpegna poi nella quarta edizione dell'Athletes Unlimited, prima di essere ingaggiata dalle Orlando Valkyries per la Pro Volleyball Federation 2025, andando a conquistare il titolo nazionale.

## Palmarès

### Club
- PVL Reinforced Conference: 1

2022
- PVF: 1

2025

### Premi individuali
- 2016 - All-America Third Team
- 2018 - All-America Third Team
- 2022 - PVL Reinforced Conference: MVP della finale
- 2022 - PVL Reinforced Conference: Miglior straniera